# Patan (Maharashtra)
Patan è una suddivisione dell'India, classificata come census town, di 11.619 abitanti, situata nel distretto di Satara, nello stato federato del Maharashtra. In base al numero di abitanti la città rientra nella classe IV (da 10.000 a 19.999 persone).

## Geografia fisica
La città è situata a 17° 22' 0 N e 73° 54' 0 E e ha un'altitudine di 581 m s.l.m..

## Società

### Evoluzione demografica
Al censimento del 2001 la popolazione di Patan assommava a 11.619 persone, delle quali 6.000 maschi e 5.619 femmine. I bambini di età inferiore o uguale ai sei anni assommavano a 1.354, dei quali 743 maschi e 611 femmine. Infine, coloro che erano in grado di saper almeno leggere e scrivere erano 9.089, dei quali 5.006 maschi e 4.083 femmine.